# M58
M58 (NGC4579) e пресечена спирална галактика, разположена по посока на съзвездието Дева. Намира се на 68 млн. св.г. от Земята, ъгловите ̀и размери са 5'.9x4'.7, с видима звездна величина +10.5, което я прави една от най-ярките галактики от галактичния свръхкуп в Дева.
Открита е от Щарл Месие през 1779 г. Оттогава, в нея са наблюдавани две свръхнови: SN1988A и SN1989M.